# Philogenia schmidti
Philogenia schmidti – gatunek ważki z rodziny Philogeniidae. Występuje na terenie Ameryki Południowej.